# Dercetina flaviventris
Dercetina flaviventris es una especie de insecto coleóptero de la familia Chrysomelidae.
Fue descrita científicamente en 1890 por Martin Jacoby.